# Jamaïque aux Jeux olympiques d'été de 1992
La Jamaïque participe aux Jeux olympiques d'été de 1992 à Barcelone.

## Liste des médaillés jamaïcains

### Médailles d'argent
| Sport                  | Discipline      | Sportifs        | Performance |
| Médailles d'argent : 3 |                 |                 |             |
| Athlétisme             | 100 m (F)       | Juliet Cuthbert | 10 s 83     |
| Athlétisme             | 200 m (F)       | Juliet Cuthbert | 22 s 02     |
| Athlétisme             | 400 m haies (H) | Winthrop Graham | 47 s 66     |

### Médailles de bronze
| Sport                   | Discipline | Sportifs      | Performance |
| Médailles de bronze : 1 |            |               |             |
| Athlétisme              | 200 m (F)  | Merlene Ottey | 22 s 09     |

## Athlètes engagés

### Athlétisme
| Hommes - 100 m : - Ray Stewart - 200 m : - Clive Wright - 400 m : - Devon Morris - Dennis Blake - Anthony Wallace - 800 m : - Clive Terrelonge - 110 m haies : - Richard Bucknor - Anthony Knight - 400 m haies : - Winthrop Graham - Mark Thompson (en) - Relais 4 × 100 m : - Michael Green, Rudolph Mighty, Anthony Wallace et Ray Stewart - Relais 4 × 400 m : - Dennis Blake, Devon Morris, Howard Davis et Patrick O'Connor | Femmes - 100 m : - Juliet Cuthbert - Merlene Ottey - Dahlia Duhaney - 200 m : - Juliet Cuthbert - Merlene Ottey - Grace Jackson - 400 m : - Sandie Richards - Merlene Ottey - Dahlia Duhaney - 100 m haies : - Gillian Russell - Dionne Rose - Michelle Freeman - 400 m haies : - Deon Hemmings - Saut en longueur : - Dionne Rose - Diane Guthrie-Gresham - Relais 4 × 100 m : - Michelle Freeman, Juliet Cuthbert, Dahlia Duhaney et Merlene Ottey - Relais 4 × 400 m : - Catherine Pomales-Scott, Cathy Rattray-Williams, Juliet Campbell, Sandie Richards et Claudine Williams |

### Boxe
Hommes
- - de 48 kg :
  - St. Aubyn Hines
- - de 60 kg :
  - Delroy Leslie

### Cyclisme sur route
Hommes
- Course en ligne :
  - Micheal McKay
  - Arthur Tenn

### Cyclisme sur piste
Hommes
- Sprint : 
  - Andrew Myers
- Kilomètre
  - Andrew Myers

### Tennis de table
Hommes
- Individuel :
  - Michael Hyatt

### Voile
Hommes
- Dinghy à deux :
  - Andrew Gooding et Robert Quinton